# Tetrazygia discolor
Tetrazygia discolor là một loài thực vật có hoa trong họ Mua. Loài này được (L.) DC. miêu tả khoa học đầu tiên năm 1828.